# 2046 (film)
2046 är en kinesisk-fransk-tysk-hongkongesisk film från 2004.

## Handling
Cho Mo-wan håller på att skriva romanen 2047 som handlar om året 2046, dit man kan resa för att återuppleva sina minnen. Men ingen har kommit tillbaka därifrån och kunnat bekräfta att det är sant. En parallellhandling är om Chow som bor några jular på 1960-talet i rum 2047 på ett hotell och träffar ett antal kvinnor i rum 2046.

## Om filmen
Filmen är inspelad i Macau, Shanghai och Thailand. Den hade världspremiär den 20 maj 2004 vid filmfestivalen i Cannes och svensk premiär den 17 december samma år. Filmen är barntillåten.
Varje karaktär talar sitt eget språk i filmen, Chow talar kantonesiska, Bai Ling mandarin och Tak japanska, även när de talar med varandra. Titeln, som inte avser årtalet utan syftar på hotellrumsnumret, ska (på engelska) uttalas "Two Oh Four Six".

## Rollista
- Tony Leung Chiu Wai - Chow Mo Wan
- Gong Li - Su Li Zhen
- Takuya Kimura - Tak
- Faye Wong - Wang Jing Wen/wjw1967
- Zhang Ziyi - Bai Ling
- Carina Lau - Lulu/Mimi